# فرودگاه هاردیستی
فرودگاه هاردیستی (به انگلیسی: Hardisty Airport) یک فرودگاه همگانی است که یک باند فرود آسفالت دارد و طول باند آن ۹۱۴ متر است. این فرودگاه در کشور کانادا قرار دارد و در ارتفاع ۷۰۹ متری از سطح دریا واقع شده‌است.